# 呋虫胺
呋虫胺（英語：Dinotefuran）是一种由三井化学开发的新烟碱杀虫剂，主要用于控制蚜虫、粉虱、蓟马、叶蝉、潛葉蟲、叶蜂、螻蛄、金龜子、网蝽、象鼻蟲、甲虫、粉蚧和蟑螂等蔬菜种植、住宅建筑、草坪管理中的常见害虫。它的作用机理是抑制烟碱型乙酰胆碱受体来造成昆虫神经系统的中断。为了避免伤及蜜蜂等益虫，应该避免在开花期使用。
2013年七月，俄勒冈州暂时性限制呋虫胺的使用，等待蜜蜂的大规模死亡的调查结果。
呋虫胺也用于兽医学，预防猫、狗身上出现跳蚤和蜱，常和蚊蝇醚或百滅寧结合使用。